# Fjärsman, Dalarna
Fjärsman är en sjö i Säters kommun i Dalarna och ingår i Dalälvens huvudavrinningsområde.